# قلعه روته
قلعه روته در شهرستان سرپل ذهاب، بخش مرکزی، دهستان حومه سرپل، ۸۰۰ متری جنوب روستای خاتونه واقع شده و این اثر در تاریخ ۱۸ اسفند ۱۳۸۷ با شمارهٔ ثبت ۲۴۹۱۱ به‌عنوان یکی از آثار ملی ایران به ثبت رسیده است.